# Hans Hofmann (ciclista)
Hans Hofmann (17 de abril de 1867-5 de octubre de 1920) fue un deportista alemán que compitió en ciclismo en la modalidad de pista. Ganó una medalla de bronce en el Campeonato Mundial de Ciclismo en Pista de 1895, en la prueba de medio fondo.

## Medallero internacional
| Campeonato Mundial | Campeonato Mundial | Campeonato Mundial | Campeonato Mundial |
| Año                | Lugar              | Medalla            | Competición        |
| ------------------ | ------------------ | ------------------ | ------------------ |
| 1895               | Colonia (Alemania) | Medalla de bronce  | Medio fondo (P)    |